# Campeonato de Irán de Ciclismo Contrarreloj
Los Campeonatos de Irán de Ciclismo Contrarreloj se organizan anual para determinar el campeón ciclista de Irán de cada año, en la modalidad. 
El título se otorga al vencedor de una única carrera, en la modalidad de Contrarreloj individual. El vencedor obtiene el derecho a portar un maillot con los colores de la Bandera de Irán hasta el campeonato del año siguiente, solamente cuando disputa pruebas Contrarreloj.

## Palmarés
| Año  | Ganador                    | Segundo                    | Tercero                 |
| 2005 | Mahdi Sohrabi              | Amir Zargari               | Alireza Haghi           |
| 2006 | Ghader Mizbani             | Hossein Askari             | Alireza Haghi           |
| 2007 | Hossein Askari             | Ghader Mizbani             | Abbas Saeidi Tanha      |
| 2008 | No se disputó              |                            |                         |
| 2009 | Mahdi Sohrabi              | Amir Zargari               | Janati Hamed            |
| 2010 | Hossein Askari             | Alireza Haghi              | Hossein Jahabanian      |
| 2011 | Hossein Askari             | Mahdi Sohrabi              | Ali Torabi              |
| 2012 | Alireza Haghi              | Behnam Khalili Khosroshahi | Abbas Saeidi Tanha      |
| 2013 | Behnam Khalili Khosroshahi | Amir Zargari               | Alireza Haghi           |
| 2014 | Alireza Haghi              | Behnam Khalili Khosroshahi | Amir Zargari            |
| 2015 | Hossein Askari             | Alireza Haghi              | Arvin Moazemi           |
| 2016 | Arvin Moazemi              | Mirsamad Pourseyedi        | Behnam Ariyan           |
| 2017 | Mirsamad Pourseyedi        | Behnam Ariyan              | Mohammad Rajablou       |
| 2018 | Mirsamad Pourseyedi        | Reza Hosseini              | Behnam Ariyan           |
| 2019 | Saeid Safarzadeh           | Behnam Ariyan              | Mohammad Rajablou       |
| 2020 | No se disputó              | No se disputó              | No se disputó           |
| 2021 | Behnam Ariyan              | Morteza Rezvani            | Saeid Safarzadeh        |
| 2022 | Hossein Askari             | Behnam Ariyan              | Amir Hossein Jamshidian |
| 2023 | Saeid Safarzadeh           | Hossein Askari             | Behnam Ariyan           |
| 2024 | Saeid Safarzadeh           | Behnam Ariyan              | Hossein Askari          |